# Synagoge (Bork)

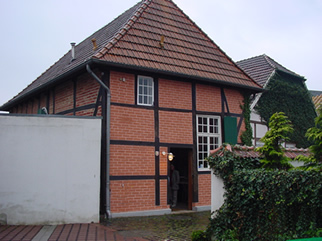
Synagoge in Bork

Die Synagoge in Bork, einem Stadtteil von Selm im Kreis Unna in Nordrhein-Westfalen, ist eine der wenigen erhaltenen Landsynagogen in Westfalen. 

## Geschichte
Das genaue Baujahr der Synagoge ist unbekannt, die erste schriftliche Erwähnung findet sich in einem Häuserverzeichnis von 1818.
Im Jahr 1847 lebten 68 Juden in Selm und Bork. 1939 waren es nach Angaben der Volkszählung vom 17. Mai lediglich noch zwei. Die letzten Selmer Juden wurden 1942 deportiert.
Bis zur Reichspogromnacht von 1938 wurde die Synagoge für das Gebet genutzt. Während des Pogroms wurde das Gebäude geplündert und die Inneneinrichtung teilweise zerstört. Die jüdische Gemeinde wurde gezwungen, das Gebäude zu verkaufen. Ein Kohlenhändler erwarb das Gebäude und nutzte es als Lager.
1983 wurde die Synagoge in die Denkmalliste aufgenommen.
1991 begann man mit der Renovierung der Synagoge und übergab sie 1994 wieder der Öffentlichkeit. Zwischen 2000 und 2010 wurde sie von Etz Ami genutzt, einer liberalen Gemeinde.